# Ptilinopus insularis
La tortora beccafrutta di Henderson o colomba frugivora dell'isola di Henderson (Ptilinopus insularis North, 1908) è un uccello appartenente alla famiglia Columbidae.

## Descrizione
Si tratta di una specie di piccole dimensioni, oscillanti tra 14 e 16 cm.

## Distribuzione e habitat
La specie è endemica dell'isola di Henderson, situata nell'oceano Pacifico nel gruppo delle Isole Pitcairn.
Il suo habitat sono i cespuglieti a bassa quota.